# Marie Uherská (1257–1323)
Marie Uherská (italsky Maria d'Ungheria, 1257? – 25. března 1323/1324 Neapol) byla neapolská královna z dynastie Arpádovců.

## Život
Marie se narodila jako dcera uherského krále Štěpána V. a Alžběty, dcery kumánského chána Kuthena. V květnu či červnu 1270 byla provdána za šestnáctiletého Karla, syna sicilského krále Karla z Anjou a Beatrix Provensálské.
| „                  | Král Štěpán V. ... měl kromě dalších dcer jednu, která se jmenovala Marie. Tu dal za manželku Karlovi Kulhavému, synovi Karla Velikého... | “ |
| — Dubnická kronika | |   |

Karel se stal po otcově smrti roku 1285 neapolským králem, sicilská koruna připadla již roku 1282 po krvavém povstání aragonskému králi Petrovi III. Roku 1300 je doložena na neapolském královském dvoře Mariina sestra Alžběta, vdova po Falkenštejnovi, nevlastním otci českého krále Václava.
Z Mariina manželství s Karlem se narodilo čtrnáct dětí a téměř všechny se dožily dospělosti. Svého manžela Marie přežila o mnoho let, je pohřbena v kostele Santa Maria Donna Regina v Neapoli. Královnin dodnes dochovaný náhrobek je dílem Tina Camaina.

## Děti

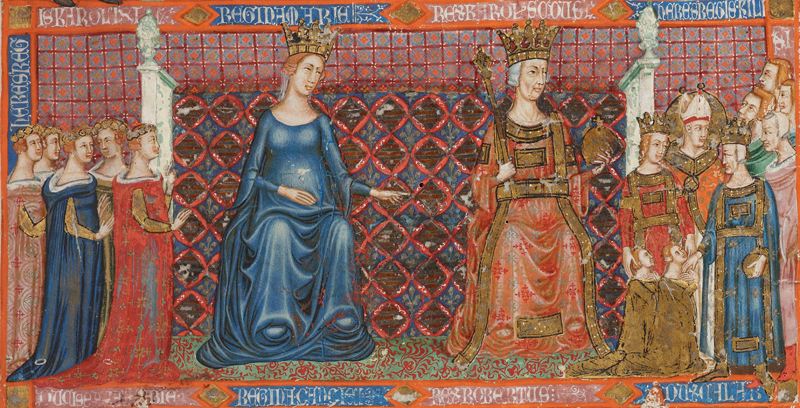
Marie, Karel a jejich děti v Bibli neapolské

Marie a její manžel měli čtrnáct dětí:
1. Karel Martel (1271–1295), titulární uherský král[3]
2. Markéta (1273 – 31. prosince 1299), hraběnka z Anjou a Maine, se 16. srpna 1290 v Corbeil provdala za Karla z Valois,[4] bratra francouzského krále, a stala se předkem dynastie Valois
3. Ludvík (9. února 1274, Nocera – 19. srpna 1297, Chateau de Brignoles),[5] toulouský biskup, později svatořečen
4. Robert I. (1276–1343), neapolský král[5]
5. Filip I. (1278–1331) achajský a tarantský kníže, rumunský despota, pán z Durazza, titulární konstantinopolský císař[4]
6. Blanka (1280 – 14. října 1310, Barcelona), provdaná 1. listopadu 1295 ve Villebertranu za Jakuba II. Aragonského[4]
7. Raymond Berengar (1281–1307),[5] provensálský hrabě, princ z Piemontu a Andrie
8. Jan (1283 – po 16. březnu 1308), kněz
9. Tristan (1284–1288)[4]
10. Eleonora (srpen 1289 – 9. srpna 1341, klášter sv. Mikuláše), provdaná 17. května 1302 v Messině za Fridricha III. Sicilského[4]
11. Marie (1290 – asi 1346), provdaná poprvé 20. září 1304 v Palma de Mallorca za Sancha I. Mallorského,[4] podruhé provdaná v roce 1326 za Jaimeho de Ejerica (1298 – duben 1335).
12. Petr (1291 – 29. srpna 1315, bitva u Montecatini), hrabě z Graviny[4]
13. Jan (1294 – 5. dubna 1336, Neapol), vévoda z Durazza, achajský kníže a hrabě z Graviny, se oženil v březnu 1318 (rozveden 1321) s Matildou Henegavskou (29. listopadu 1293 – 1336) a podruhé se oženil 14. listopadu 1321 s Anežkou z Périgordu († 1345)[4]
14. Beatrice (1295 – asi 1321), provdaná poprvé v dubnu 1305 za Azza VIII. d'Este, markýze z Ferrary († 1308),[6] provdaná podruhé v roce 1309 za Bertranda III. z Baux, hraběte z Andrie († 1351)